# 김필수 (컨설턴트)
김필수(1970~ )는 대한민국의 컨설턴트이며, 정신건강 전문가이다.

## 출생
- 1970. 강원특별자치도 영월

## 소속
- 리셋컨설팅(대표)

## 학력
- 서울대학교 문학 학사

## 경력
- 리셋컨설팅 대표
- 스피리추얼 코치, 트레이너(Spiritual Coach, Trainer)
- 한국산업인력공단 HRD 자문위원
- 한국국제협력단(KOICA) 자문위원
- 한국비즈니스협회 자문강사
- 국가인재개발원, 지방행정연수원 리더십 교수
- 삼성SDS, (주)멀티캠퍼스 리더십 교수
- 중앙일보 최고경영자과정 리더십 교수
- 중앙경제 [HR Insight] 코칭 칼럼니스트
- 세계일보 스피리추얼 코칭 칼럼니스트
- 격월간지 [생각의 힘] 코칭 칼럼니스트
- (사)한국인성교육협회 감사
- (사)새조위 북한이탈주민 코칭센터 부소장
- (사)전국학교운영위원연합회 대외협력위원
- 한국NLP센터 NLP Master Practitioner
- 참나실현회 명상수행 지도교수

## 주요도서
- 『리셋! 눈부신 탄생』, 살림Biz, 2009
- 『명상이 경쟁력이다』, 살림지식총서, 2012
- 『행복을 부르는 마술피리』, 행복에너지, 2016
- 『名品 학교운영위원회 길잡이』, (사)전국학교운영위원총연합회, 2009. (공저)
- 『에너자이저의 빛』, 삼성SDS 멀티캠퍼스 온라인 셀프리더십 프로그램 집필, 강의, 2008
- 격월간지 『생각의 힘』 , 칼럼니스트 & 편집인, 2009~현재

## 강의분야
- 부를 초월한 위대한 생각 - 리셋! 눈부신 탄생 ( https://www.classu.co.kr/class/classDetail/1016654 )
- 직원이 불편한 CEO를 위한 1:1 코칭
- 코칭리더십, 마음의 고통을 사라지게 하는 힐링코칭
- 명상과 치유

## 방송 출연작
- 한경 WOW TV <스타북스> "리셋! 눈부신탄생"
- SBS뉴스 'FunFun 문화현장' 『행복을 부르는 마술피리』 책 소개
- 여수 MBC "최고의 나로 리셋하라!" 강연 소개

## 강연주제
- 자기발견리더십과 자아실현
- 최고의 나로 리셋하라!
- 소통과 힐링
- 학부모 리더십

## 사회공헌활동
- 교도소 재소자 인성교육
- 다문화 가정을 위한 교육활동
- 대한민국 최초 북한이탈주민 코칭센터 설립, 북한이탈주민을 위한 코칭과 강연활동
- 한국국제협력단(KOICA) 자문위원 활동, 개발도상국 교육 지원활동